# Aker體育場
Aker体育场（Aker Stadion），又称莫尔德体育场（Molde Stadion），是一个全座位足球场，位于挪威，是莫迪足球會的主场。该球场可容纳11,249名观众。
该球场由建筑师谢尔·科斯伯格设计，共耗资2.12亿挪威克朗。建设工作于1997年3月开始进行，并于1998年4月18日在莫迪对阵利尼史特朗的联赛中首次启用，取代莫尔德足球公园成为莫尔德足球俱乐部的主场。
1998年，在莫迪对阵洛辛堡的联赛中创下13,308名观众的出场记录。同年，该球场举办了第一场国际比赛，挪威以6-0击败沙特阿拉伯。次年，莫尔德进入欧洲冠军联赛，体育场被改建为全座位，减少了其容量。自2006年5月以来，体育场名称一直由Aker ASA赞助。2014年，球场的天然草皮被人工草皮取代。